# Falkenhagen (Landolfshausen)

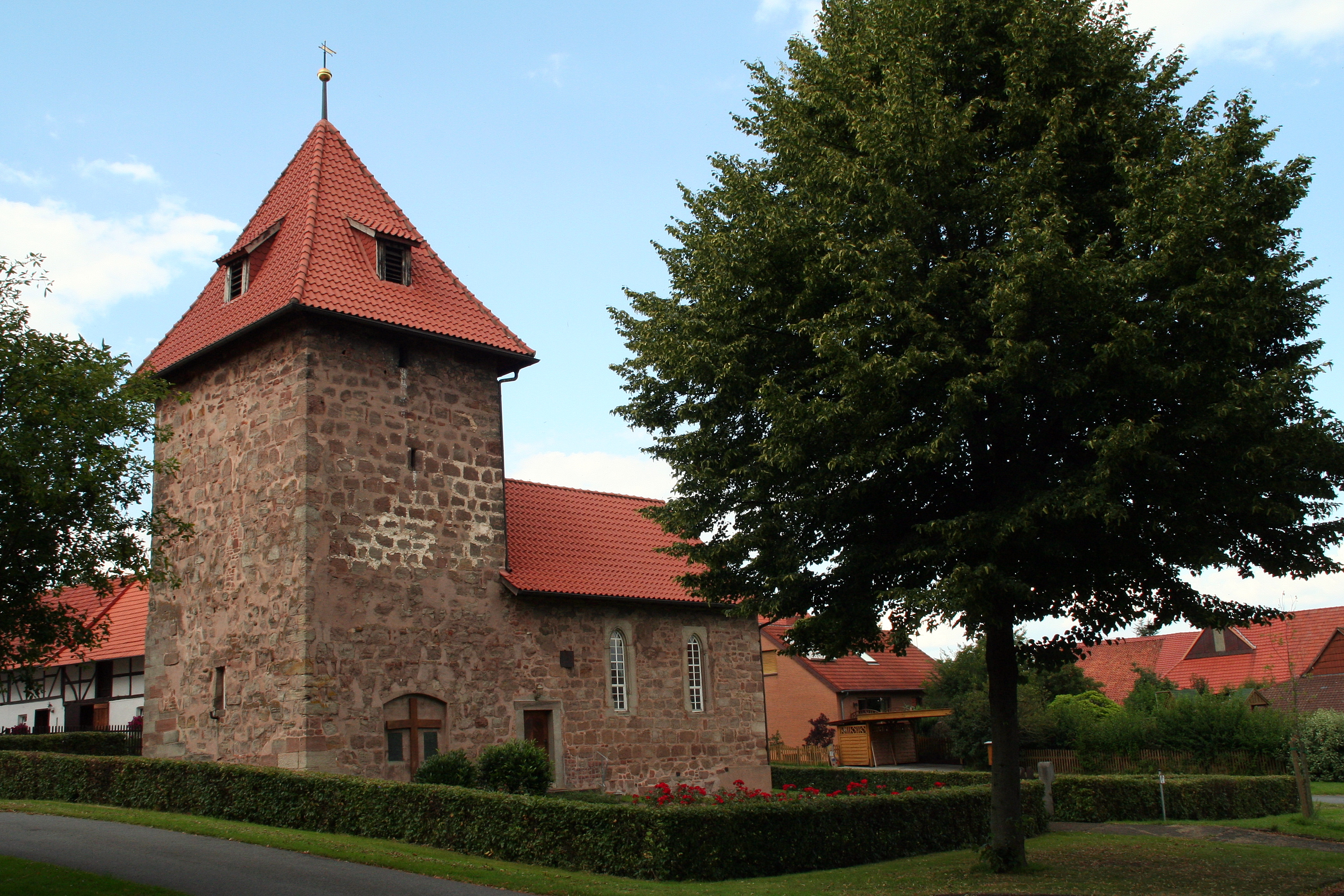
Die Kapelle von Falkenhagen

Falkenhagen  ist der zweitkleinste Ortsteil der südniedersächsischen Gemeinde Landolfshausen im Landkreis Göttingen. Das Dorf hat rund 150 Einwohner.
Am 1. Januar 1973 wurde Falkenhagen in die Gemeinde Landolfshausen eingegliedert.

## Kultur und Sehenswürdigkeiten
Die Kapelle Falkenhagens besitzt die Ausmaße von ca. 9 m in der Länge und ca. 5,5 m in der Breite. Das genaue Baujahr ist unbekannt, jedoch ist über einem Fenster die Inschrift zu lesen „Meister Hans Stedefelt und Wilhelm Götze 1598“. Das Sakralgebäude besitzt schlichte Mauern mit Spitzbogenfenster und einer Balkendecke, der Chor wurde halbkreisförmig gestaltet. Der im Westen angrenzende Turm ist mit viereckigen Schallöffnungen ausgestattet.
Das sehr ruhig gelegene Falkenhagen erhielt 1983 die Bronzemedaille beim Bundeswettbewerb „Unser Dorf soll schöner werden“.
Am westlichen Ortsrand verläuft die Kreisstraße 11, die nach Göttingen und Duderstadt führt.